# Fear the Walking Dead
Fear the Walking Dead is een Amerikaanse televisieserie over een groep mensen die tracht te overleven in een wereld vol zombies. De reeks is een spin-off en prequel van de serie The Walking Dead. Het verhaal speelt zich oorspronkelijk af in en om Los Angeles, Californië. 
De eerste aflevering werd in de Verenigde Staten uitgezonden op 23 augustus 2015. De serie maakte in Nederland zijn debuut op 29 februari 2016.

## Verhaal
De serie volgt een disfunctionele familie in Los Angeles, Californië. Het gezin bestaat uit Madison Clark, een begeleidingsadviseur op de middelbare school, haar vriend Travis Manawa, een leraar Engels, haar dochter Alicia en drugsverslaafde zoon Nick in het begin van de zombie-apocalyps. De vier worden gedwongen te kiezen tussen ingrijpend veranderen of hun huidige gebrekkige zelf te blijven om met de dreigende ineenstorting van de beschaving om te gaan.
Samen met de familie Salazar en Victor Strand weten ze te ontsnappen op weg naar een beter plek. Hierbij belandt de groep uiteindelijk in Mexico.
Vanaf het vierde seizoen verschuif de focus naar Morgan Jones, een karakter die vanuit The Walking Dead overkomt en de overgeblevenen van de bovengenoemde groep vindt.

## Achtergrond
AMC keurde de pilootaflevering goed op 9 maart 2015, met een goedkeuring voor twee seizoenen. Het eerste seizoen bestond uit zes afleveringen en ging in de Verenigde Staten van start op 23 augustus 2015. In Nederland werd de serie vanaf 29 februari 2016 tot 2019 bij AMC uitgezonden, dit stopte nadat de zender AMC verdween uit Nederland. Later kon vanuit Nederland gekeken worden via de streamingdienst Prime Video.
Het tweede seizoen ging in april 2016 van start en bestond uit een totaal van vijftien afleveringen. Vanaf het derde seizoen bestond ieder seizoen dat volgde uit zestien afleveringen.
Op 10 januari 2023 werd bekendgemaakt dat het aankomende achtste seizoen het laatste seizoen van de serie wordt en zal bestaan uit twaalf afleveringen.

### Personages vanuit The Walking Dead
Er zijn een aantal personages die de overstap maakten van The Walking Dead naar deze televisieserie. Het eerste personage die de overstap maakte was Morgan Jones in seizoen vier, hij werd uiteindelijk een van de nieuwe hoofdpersonages die in de serie gevolgd wordt. In het vijfde seizoen maakte het personage Dwight de overstap naar de serie. Hij werd vanaf seizoen zes vergezeld door zijn vriendin Sherry die ook de overstap maakte.

## Rolverdeling

### Hoofdrollen
| Acteur                | Personage         | Seizoen  | Seizoen  | Seizoen  | Seizoen  | Seizoen  | Seizoen  | Seizoen  | Seizoen  |
| Acteur                | Personage         | 1        | 2        | 3        | 4        | 5        | 6        | 7        | 8        |
| --------------------- | ----------------- | -------- | -------- | -------- | -------- | -------- | -------- | -------- | -------- |
| Alycia Debnam-Carey   | Alicia Clark      | Hoofdrol | Hoofdrol | Hoofdrol | Hoofdrol | Hoofdrol | Hoofdrol | Hoofdrol | Gastrol  |
| Kim Dickens           | Madison Clark     | Hoofdrol | Hoofdrol | Hoofdrol | Hoofdrol |          |          | Gastrol  | Hoofdrol |
| Frank Dillane         | † Nick Clark      | Hoofdrol | Hoofdrol | Hoofdrol | Hoofdrol |          |          |          |          |
| Rubén Blades          | Daniel Salazar    | Hoofdrol | Hoofdrol | Hoofdrol |          | Hoofdrol | Hoofdrol | Hoofdrol | Hoofdrol |
| Mercedes Mason        | † Ofelia Salazar  | Hoofdrol | Hoofdrol | Hoofdrol |          |          |          |          |          |
| Cliff Curtis          | † Travis Manawa   | Hoofdrol | Hoofdrol | Hoofdrol |          |          |          |          |          |
| Lorenzo James Henrie  | † Chris Manawa    | Hoofdrol | Hoofdrol |          |          |          |          |          |          |
| Elizabeth Rodriguez   | † Liza Ortiz      | Hoofdrol | Gastrol  |          |          |          |          |          |          |
| Colman Domingo        | Victor Strand     | Bijrol   | Hoofdrol | Hoofdrol | Hoofdrol | Hoofdrol | Hoofdrol | Hoofdrol | Hoofdrol |
| Michelle Ang          | Alex              |          | Hoofdrol |          |          |          |          |          |          |
| Danay Garcia          | Luciana Galvez    |          | Bijrol   | Hoofdrol | Hoofdrol | Hoofdrol | Hoofdrol | Hoofdrol | Hoofdrol |
| Dayton Callie         | † Jeremiah Otto   |          | Gastrol  | Hoofdrol |          |          |          |          |          |
| Daniel Sharman        | † Troy Otto       |          |          | Hoofdrol |          |          |          |          | Hoofdrol |
| Sam Underwood         | † Jake Otto       |          |          | Hoofdrol |          |          |          |          |          |
| Lisandra Tena         | † Lola Guerrero   |          |          | Hoofdrol |          |          |          |          |          |
| Maggie Grace          | Althea            |          |          |          | Hoofdrol | Hoofdrol | Hoofdrol | Gastrol  |          |
| Garret Dillahunt      | † John Dorie      |          |          |          | Hoofdrol | Hoofdrol | Hoofdrol |          |          |
| Lennie James          | Morgan Jones      |          |          |          | Hoofdrol | Hoofdrol | Hoofdrol | Hoofdrol | Hoofdrol |
| Jenna Elfman          | June Dorie        |          |          |          | Hoofdrol | Hoofdrol | Hoofdrol | Hoofdrol | Hoofdrol |
| Alexa Nisenson        | † Charlie         |          |          |          | Bijrol   | Hoofdrol | Hoofdrol | Hoofdrol | Gastrol  |
| Karen David           | † Grace Mukherjee |          |          |          |          | Hoofdrol | Hoofdrol | Hoofdrol | Hoofdrol |
| Austin Amelio         | Dwight            |          |          |          |          | Hoofdrol | Hoofdrol | Hoofdrol | Hoofdrol |
| Mo Collins            | Sarah Rabinowitz  |          |          |          | Bijrol   | Bijrol   | Hoofdrol | Hoofdrol |          |
| Colby Hollman         | † Wes             |          |          |          |          | Bijrol   | Hoofdrol | Hoofdrol |          |
| Christine Evangelista | Sherry            |          |          |          |          | Gastrol  | Hoofdrol | Hoofdrol | Hoofdrol |
| Keith Carradine       | † John Dorie Sr.  |          |          |          |          |          | Hoofdrol | Hoofdrol |          |
| Zoe Colletti          | † Dakota          |          |          |          |          |          | Hoofdrol | Stand-in |          |

### Terugkerende rollen
| Acteur                  | Personage                 | Seizoen | Seizoen | Seizoen | Seizoen | Seizoen | Seizoen  | Seizoen  | Seizoen |
| Acteur                  | Personage                 | 1       | 2       | 3       | 4       | 5       | 6        | 7        | 8       |
| ----------------------- | ------------------------- | ------- | ------- | ------- | ------- | ------- | -------- | -------- | ------- |
| Patricia Reyes Spíndola | † Griselda Salazar        | Bijrol  | Gastrol |         |         |         |          |          |         |
| Scott Lawrence          | † Art Costa               | Bijrol  |         |         |         |         |          |          |         |
| Lincoln Castellanos     | Tobias                    | Bijrol  |         |         |         |         |          |          |         |
| Maestro Harrell         | † Matt Sale               | Bijrol  |         |         |         |         |          |          |         |
| Sandrine Holt           | † Dr. Bethany Exner       | Bijrol  |         |         |         |         |          |          |         |
| Shawn Hatosy            | Andrew Adams              | Bijrol  |         |         |         |         |          |          |         |
| Karen Bethzabe          | Elena Reyes               |         | Bijrol  | Gastrol |         |         |          |          |         |
| Ramses Jimenez          | Hector Reyes              |         | Bijrol  | Gastrol |         |         |          |          |         |
| Brenda Strong           | † Ilene Stowe             |         | Bijrol  | Gastrol |         |         |          |          |         |
| Daniel Zovatto          | Jack Kipling              |         | Bijrol  |         |         |         |          |          |         |
| Arturo Del Puerto       | † Luis Flores             |         | Bijrol  |         |         |         |          |          |         |
| Diana Lein              | Sofia                     |         | Bijrol  |         |         |         |          |          |         |
| Marlene Forte           | † Celia Flores            |         | Bijrol  |         |         |         |          |          |         |
| Paul Calderón           | † Alejandro Nuñez         |         | Bijrol  |         |         |         |          |          |         |
| Alejandro Edda          | † Marco Rodriquez         |         | Bijrol  |         |         |         |          |          |         |
| Andres Londono          | † Oscar Diaz              |         | Bijrol  |         |         |         |          |          |         |
| Raul Cosso              | † Andrez Diaz             |         | Bijrol  |         |         |         |          |          |         |
| Kelly Blatz             | † Brandon Luke            |         | Bijrol  |         |         |         |          |          |         |
| Kenny Wormald           | † Derek                   |         | Bijrol  |         |         |         |          |          |         |
| Michael Greyeyes        | Qaletaqa Walker           |         |         | Bijrol  |         |         |          |          |         |
| Michael William Freeman | † Blake Sarno             |         |         | Bijrol  |         |         |          |          |         |
| Justin Rain             | Lee "Crazy Dog"           |         |         | Bijrol  |         |         |          |          |         |
| Matt Lasky              | † Cooper                  |         |         | Bijrol  |         |         |          |          |         |
| Rae Gray                | † Gretchen Trimbol        |         |         | Bijrol  |         |         |          |          |         |
| Jesse Borrego           | † Efrain Morales          |         |         | Bijrol  |         |         |          |          |         |
| Kalani Queypo           | † Klah Jackson            |         |         | Bijrol  |         |         |          |          |         |
| Daryl Mitchell          | Wendell Rabinowitz        |         |         |         | Bijrol  | Bijrol  | Gastrol  | Bijrol   |         |
| Sebastian Sozzi         | † Cole                    |         |         |         | Bijrol  |         | Gastrol  |          |         |
| Rhoda Griffis           | † Vivian                  |         |         |         | Bijrol  |         | Gastrol  |          |         |
| Kenneth Wayne Bradley   | † Douglas                 |         |         |         | Bijrol  |         | Gastrol  |          |         |
| Kevin Zegers            | † Melvin                  |         |         |         | Bijrol  |         |          |          |         |
| Evan Gamble             | † Ennis                   |         |         |         | Bijrol  |         |          |          |         |
| Aaron Stanford          | † Jim Brauer              |         |         |         | Bijrol  |         |          |          |         |
| Tonya Pinkins           | † Martha                  |         |         |         | Bijrol  |         |          |          |         |
| Peter Jacobson          | Jacob Kessner             |         |         |         |         | Bijrol  | Bijrol   | Gastrol  |         |
| Colby Minifie           | † Virginia                |         |         |         |         | Bijrol  | Bijrol   |          |         |
| Cory Hart               | † Rollie                  |         |         |         |         | Bijrol  | Bijrol   |          |         |
| Sydney Lemmon           | Isabelle                  |         |         |         |         | Bijrol  | Gastrol  |          |         |
| Holly Curran            | † Janis                   |         |         |         |         | Bijrol  | Gastrol  |          |         |
| Cooper Dodson           | Dylan                     |         |         |         |         | Bijrol  |          |          |         |
| Bailey Gavulic          | Annie                     |         |         |         |         | Bijrol  |          |          |         |
| Ethan Suess             | Max                       |         |         |         |         | Bijrol  |          |          |         |
| Matt Frewer             | † Logan                   |         |         |         |         | Bijrol  |          |          |         |
| Mikala Gibson           | † Doris                   |         |         |         |         | Bijrol  |          |          |         |
| Peggy Schott            | Tess                      |         |         |         |         | Bijrol  |          |          |         |
| Nick Stahl              | † Jason Riley             |         |         |         |         |         | Bijrol   | Stand in |         |
| Craig Nigh              | Hill                      |         |         |         |         |         | Bijrol   |          |         |
| Justin Smith            | † Marcus                  |         |         |         |         |         | Bijrol   |          |         |
| John Glover             | † Theodore "Teddy" Maddox |         |         |         |         |         | Bijrol   |          |         |
| Brigitte Kali Canales   | † Rachel                  |         |         |         |         |         | Bijrol   |          |         |
| Omid Abtahi             | † Howard                  |         |         |         |         |         | Gastrol  | Bijrol   |         |
| Demetrius Grosse        | † Emile LaRoux            |         |         |         |         |         | Gastrol  |          |         |
| Demetrius Grosse        | Josiah LaRoux             |         |         |         |         |         |          | Bijrol   |         |
| Gus Halper              | † Will                    |         |         |         |         |         |          | Bijrol   |         |
| Spenser Granese         | † Arnold "Arno"           |         |         |         |         |         |          | Bijrol   |         |
| Jacob Kyle Young        | † Sage                    |         |         |         |         |         |          | Bijrol   |         |
| Avaya White             | Morgan "Mo/Wren"          |         |         |         |         |         | Stand in | Stand in |         |
| Zoey Merchant           | Morgan "Mo/Wren"          |         |         |         |         |         |          |          | Bijrol  |
| Maya Eshet              | Sam "Shrike" Krennick     |         |         |         |         |         |          |          | Bijrol  |
| Jayla Walton            | Odessa "Dove" Sanderson   |         |         |         |         |         |          |          | Bijrol  |
| Gavin Warren            | "Finch"                   |         |         |         |         |         |          |          | Bijrol  |
| Daniel Rashid           | Ben "Crane" Krennick      |         |         |         |         |         |          |          | Bijrol  |
| Isha Blaaker            | Frank                     |         |         |         |         |         |          |          | Bijrol  |
| Julian Grey             | Klaus                     |         |         |         |         |         |          |          | Bijrol  |
| Randy Bernales          | Russell                   |         |         |         |         |         |          |          | Bijrol  |
| Antonella Rose          | Tracy Otto                |         |         |         |         |         |          |          | Bijrol  |